# سنیس
سنیس (به ایتالیایی: Senis) یک کومونه در ایتالیا است که در استان اریستانو واقع شده‌است.

## خصوصیات
سنیس ۱۶٫۰ کیلومترمربع مساحت و ۵۴۶ نفر جمعیت دارد.